# Manoir de la Pérouse
Pour l’article homonyme, voir Manoir de la Pérouse (Ploërmel).
Le manoir de la Pérouse est une ancienne maison forte, du XIIIe siècle, situé sur la commune de Saint-Marcel dans le département de la Savoie en région Auvergne-Rhône-Alpes.

## Situation

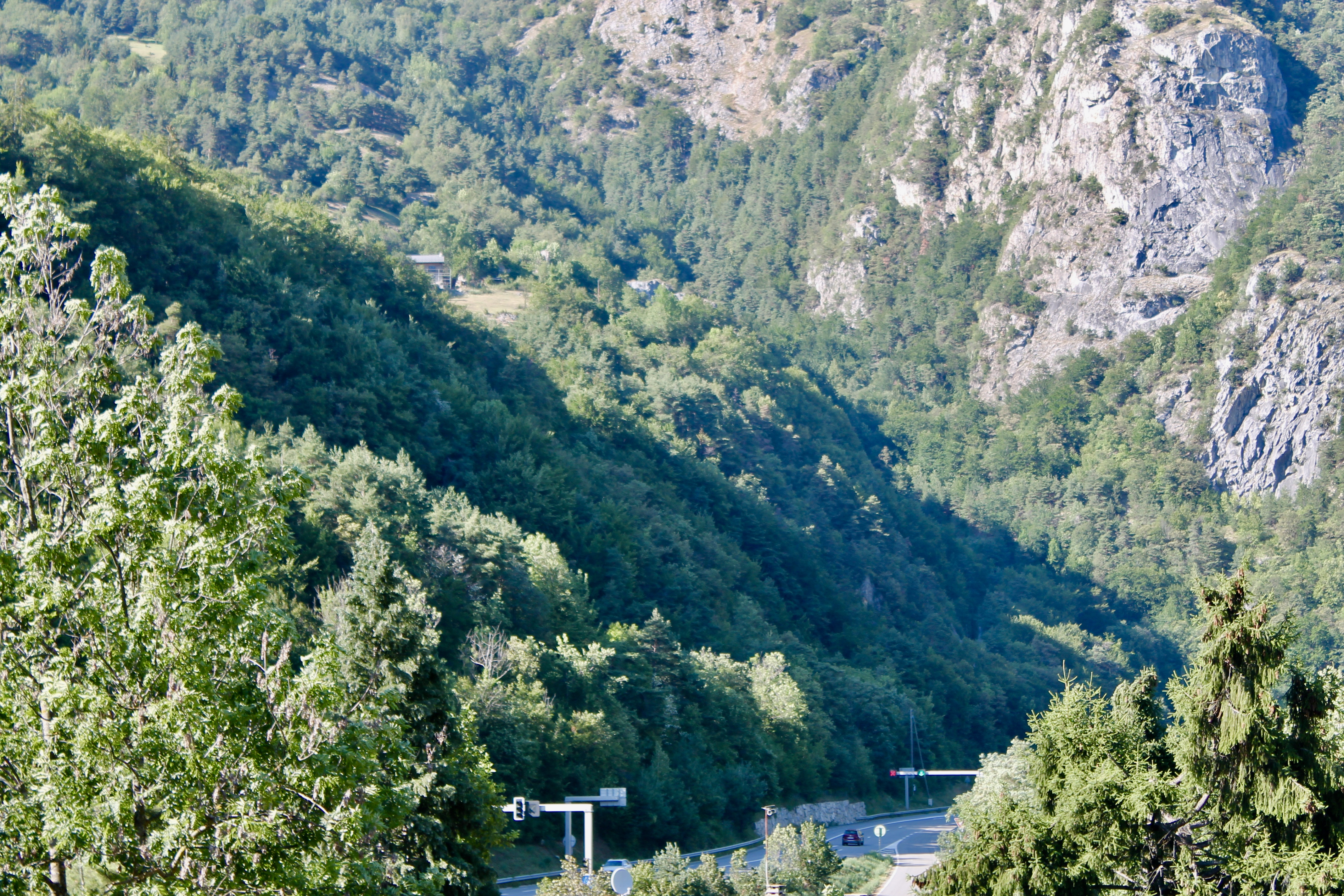
Maison forte de la Pérouse, depuis le village de Saint-Marcel.
Vestige au centre de la photographie, à droite de l'habitation.

Le manoir de la Pérouse est situé dans le département français de la Savoie sur la commune de Saint-Marcel, à 700 mètres d'altitude, au nord du bourg.
Il est situé « en avant et en amont de la gorge du détroit du Saix et près de l'ancienne route qui 
conduit à Montgirod ».
Il semble compléter le contrôle du passage du bas de la vallée de l'Isère ou Tarentaise vers la Haute-Tarentaise, en association avec le château Saint-Jacques. Marius Hudry indique qu'un sentier permettait de contourner la forteresse et les escarpements où se situait « le manoir de la Pérouse [faisant] penser à un petit système de fortifications, pouvant offrir un obstacle, pas très sérieux cependant, à une progression des troupes. »

## Histoire
Dans un acte de 1284, la maison forte est la possession de la famille noble de Chamousset, qualifiée également dans des documents de Bertrand de Chamousset et de La Pérouse, cité en 1296. Cette famille serait apparentée à la famille de Briançon, vicomte de Tarentaise,. La famille Chamousset semble vassale des archevêques de Tarentaise, tout du moins elle a leur confiance. Deux descendants seront d'ailleurs archevêques-comtes de Tarentaise, Bertrand Ier (1297-1334), puis Jean III de Bertrand (1342-1365).
Le 11 août 1600, le royaume de France déclare la guerre au duché de Savoie. Les troupes françaises, menées notamment par le  maréchal Lesdiguières, envahissent la Savoie. Les places fortes, de la Bresse à la combe de Savoie, tombent les unes après les autres. À la suite de la chute de Conflans (27 août), les troupes s'apprêtent à envahir la Tarentaise le 20 septembre. Le 7 octobre, Briançon tombe. Le château Saint-Jacques offre une résistance un peu plus sérieuse aux troupes françaises. Le 12 octobre 1600, malgré la résistance du capitaine Rosso et de ces quelque trois cents défenseurs, il tombe à son tour et sera démantelé. Il n'est pas fait mention du manoir dans cet épisode.
En 1736, le cadastre de la commune indique que le manoir et les terres de la Pérouse appartiennent à Guillaume Chrisanthe, marquis de Chamousset,.

## Description
Le manoir de la Pérouse se présente sous la forme d'un haut logis quadrangulaire ; maison-tour, de deux étages sur rez-de-chaussée, dérasée aujourd'hui, éclairée par plusieurs ouvertures étroites à coussiège, à l'exception de deux baies géminées situées au premier niveau. L'architecte Étienne-Louis Borrel considère que l'édifice est antérieur au XVIe siècle.
Il est ainsi constitué d'un rez-de-chaussée où étaient installés le cellier et les caves ; d'un premier étage, lieu de vie du seigneur et de second destiné probablement aux domestiques ou pour y stoker les réserves. Deux des fenêtres de l'étage d'habitation « sont divisées, dans leur largeur, par un meneau central et couvertes extérieurement par un linteau décoré d'arcatures échancrées. »
L'architecte Borrel fait observer qu'il n'a « trouvé aucune trace de murs d'enceinte ni de tour élevés pour [le] défendre », précisant que sa « situation dans un endroit reculé, triste et même un peu sauvage, lui tenait lieu de défense ». Il devait s'agit principalement d'une résidence d'été.